# Отдел „Кадри, партийни организации и командировки в чужбина“ при ЦК на БКП (1973 – 1984)
Отделът „Кадри, партийни организации и командировки в чужбина“ при ЦК на БКП съществува като самостоятелен отдел от 1973 г. на основата на дотогавашния сектор „Задгранични партиийни организации“ в отдел „Външна политика и межународни връзки“.
При реорганизация на апарата на ЦК на БКП през 1984 г. отново е слят с отдел „Външна политика и межународни връзки“, където се обособява сектор за ръководството на партийните организации в чужбина, чийто брой през годините значителено нараства.

## Завеждащи отдела
- Мирчо Спасов (1973 – 1982), освободен поради злоупотреби в служба „Културно наследство“[2]